# Argogorytes carbonarius
Argogorytes carbonarius är en biart som först beskrevs av Smith 1856.  Argogorytes carbonarius ingår i släktet Argogorytes och familjen grävsteklar. Inga underarter finns listade.